# Франк Орденевитц
Франк Орденевитц е германски футболист.

## Национален отбор
Записал е и 2 мача за националния отбор на Германия.
| Германия | Германия | Германия |
| Година   | Мачове   | Голове   |
| -------- | -------- | -------- |
| 1987     | 2        | 0        |
| Общо     | 2        | 0        |